# Eutelsat 115 West B
O Eutelsat 115 West B, anteriormente denominado de Satmex 7, é um satélite de comunicação que era para ter sido fabricado pela Space Systems/Loral e era planejado para ser lançado no ano de 2011, mas devido à grande dívida da Satmex com a empresa, o mesmo não foi construído e só permaneceu um acordo de contrato que não foi concluído por falta de financiamento para a sua criação. Posteriormente a Satmex contratou a Boeing Satellite Systems para a construção do mesmo. O satélite foi adquirido pela Eutelsat em sua fusão com a Satmex em 2014, e foi renomeado em maio do mesmo ano para Eutelsat 115 West B. O satélite foi baseado na plataforma BSS-702SP e sua vida útil estimada é de 15 anos.

## Novo projeto para o lançamento
A empresa Satélites Mexicanos (Satmex) anunciou que assinou dois contratos com as empresas norte-americanas Boeing Satellite Systems International e Space Exploration Technologies (SpaceX) para a construção, lançamento e colocação em órbita de um novo satélite de valor estimado em 350 milhões de dólares.
O lançamento do Satmex 7 está prevista param o final de 2014 ou início de 2015 a partir do Cabo Canaveral (Flórida, Estados Unidos), usando um foguete Falcon 9 da SpaceX, disse em um comunicado a empresa privada Satmex.
A Satmex estava em negociações com outras empresas para conseguir um empréstimo direto de 255 400 mil dólares para cobrir a construção do Satmex 7 e parte do custo do satélite Satmex 8 que foi lançado em março  de 2013 e entrou em serviço comercial em abril.
O satélite é parte de um despacho conjunto entre a ABS e Satmex de quatro satélites BSS-702SP. Os dois primeiros satélites, o ABS-3A e o Satmex 7, estão programados para serem entregues juntos no final de 2014 ou início de 2015. Detalhes sobre os outros dois satélites, incluindo os nomes e os planos de lançamento, serão anunciados em uma data posterior.

## Lançamento
O satélite foi lançado com sucesso ao espaço em 2 de março de 2015, às 3:50 UTC, por meio de um veículo Falcon 9 v1.1 a partir da Estação da Força Aérea de Cabo Canaveral, na Flórida, Estados Unidos, juntamente com o satélite ABS-3A. Ele tinha uma massa de lançamento de 2205 kg.

## Capacidade e cobertura
O Eutelsat 115 West B está equipado com 34 transponders de banda Ku e 12 em banda C para fornecer o Fixed Satellite Services (FSS) nas Américas.